# Đậu Liêu
Đậu Liêu là một phường thuộc thị xã Hồng Lĩnh, tỉnh Hà Tĩnh, Việt Nam.

## Địa lý

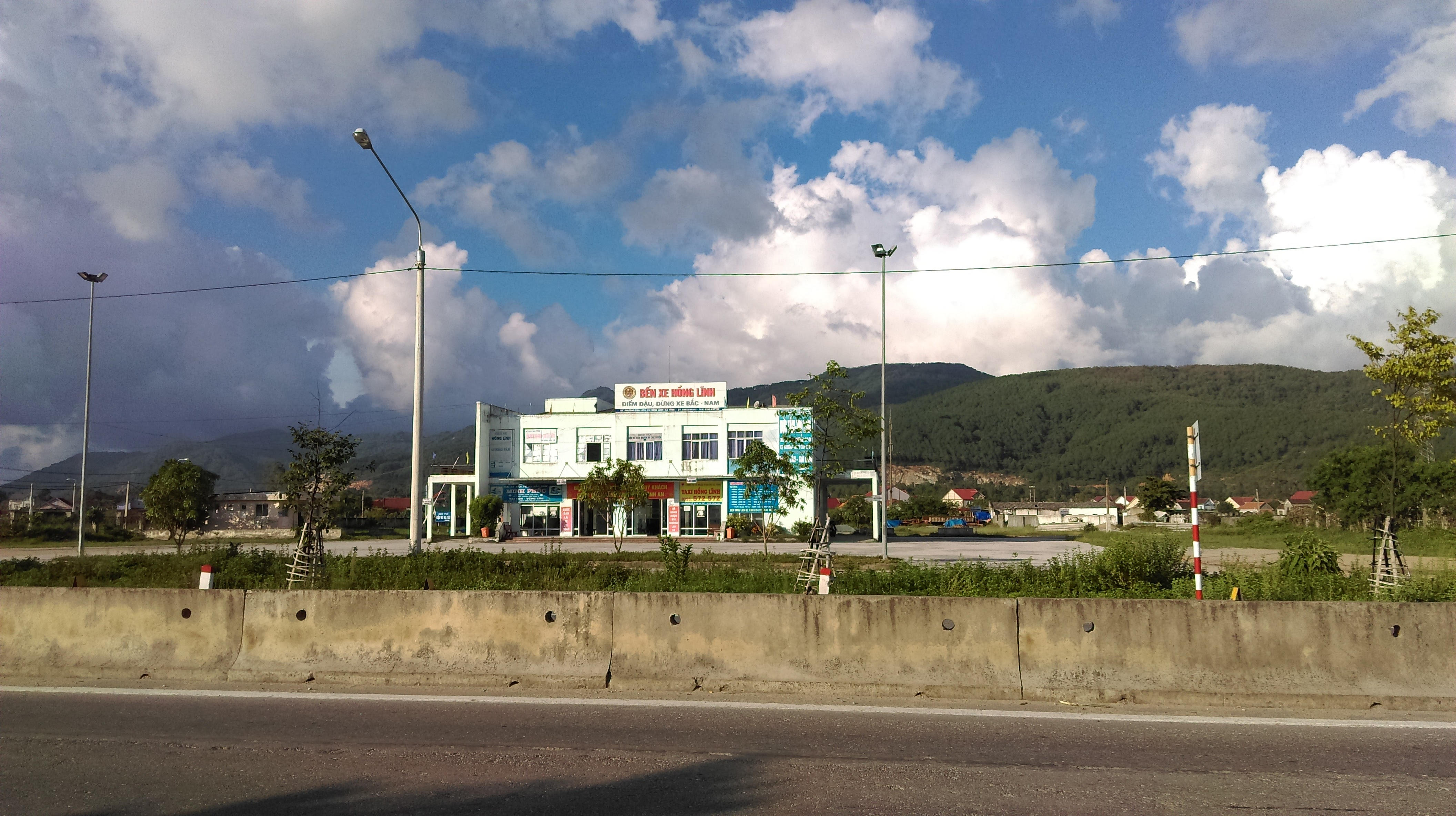
Bến xe Hồng Lĩnh, Đậu Liêu

Phường Đậu Liêu nằm ở phía nam thị xã Hồng Lĩnh, có vị trí địa lý:
- Phía đông giáp huyện Nghi Xuân và huyện Can Lộc
- Phía tây giáp huyện Can Lộc và phường Nam Hồng, xã Thuận Lộc
- Phía nam giáp huyện Can Lộc
- Phía bắc giáp huyện Nghi Xuân.

Phường Đậu Liêu có diện tích 24,31 km², dân số tháng 7/2020 là 5.048 người, mật độ dân số đạt 210 người/km².

## Hành chính
Phường Đậu Liêu được chia thành 8 tổ dân phố: 1, 2, 3, 4, 5, 6, 7, 8.

## Lịch sử
Trước đây, Đậu Liêu là một xã thuộc huyện Can Lộc.
Ngày 2 tháng 3 năm 1992, Hội đồng Bộ trưởng ban hành Quyết định số 67-HĐBT tách xã Đậu Liêu thuộc huyện Can Lộc để thành lập thị xã Hồng Lĩnh.
Ngày 19 tháng 1 năm 2009, Chính phủ ban hành Nghị định số 03/NĐ-CP về việc thành lập phường Đậu Liêu trên cơ sở toàn bộ diện tích và nhân khẩu của xã Đậu Liêu.
Phường Đậu Liêu có 2.431,04 ha diện tích tự nhiên và 5.451 nhân khẩu.

## Văn hóa - Du lịch

### Di tích lịch sử, thắng cảnh
- Đền thờ Đô đài Bùi Cầm Hổ: Là di tích lịch sử quốc gia thờ danh nhân Bùi Cầm Hổ. Vào ngày 12 tháng giêng hằng năm tổ chức lễ hội báo ân cúng tế và giao lưu văn hóa, thể thao là ngày hội đầu năm lớn nhất của phường Đậu Liêu.

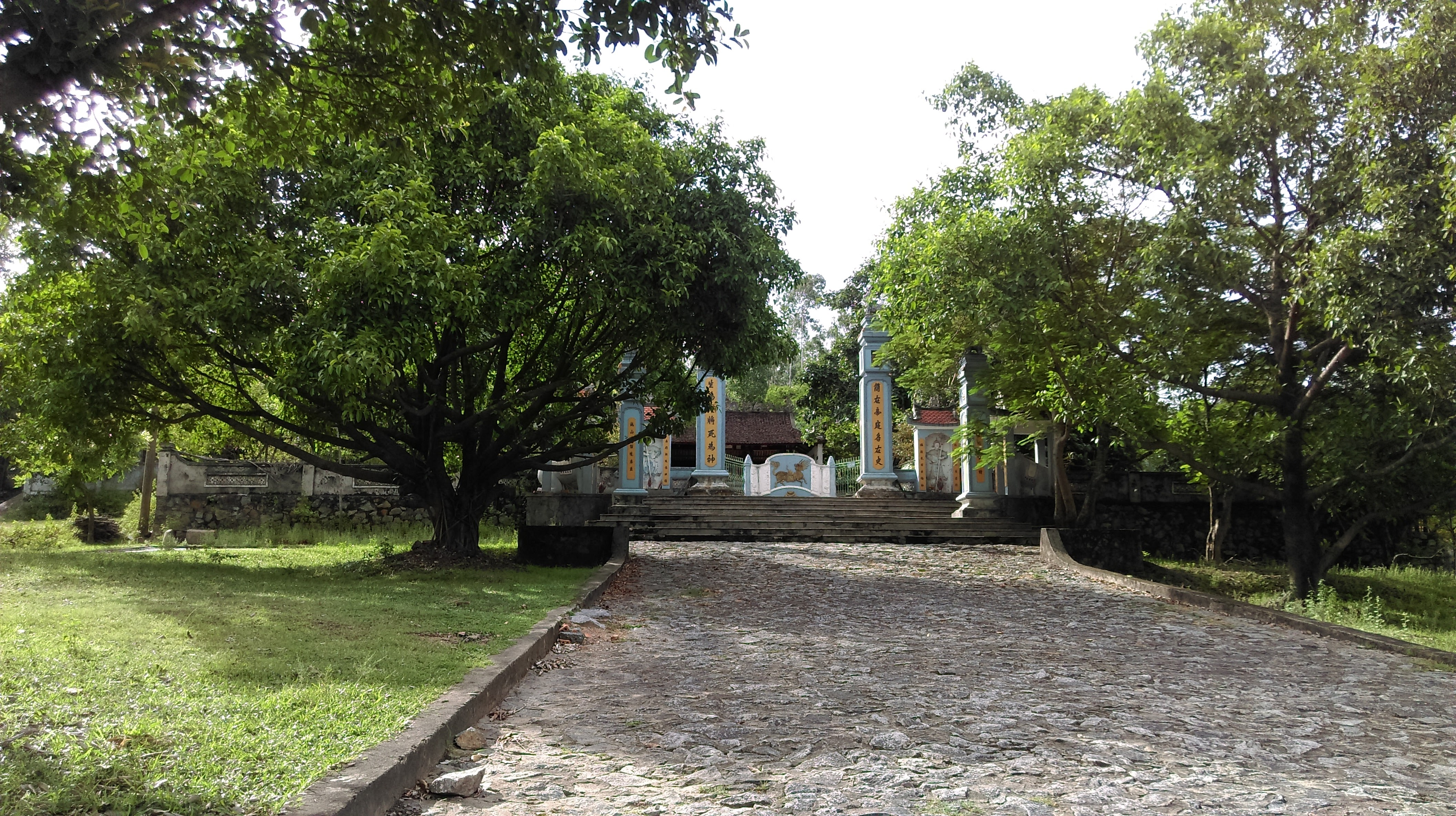
Đền thờ Bùi Cầm Hổ

- Chùa Đại Hùng: Nằm ở chân núi Hồng Lĩnh nổi tiếng linh thiêng và có cảnh hùng vĩ của núi rừng.
- Suối bạc (tên gọi khác khe bạc, đập đá bạc vì trên suối): Hội tụ nhiều cảnh đẹp thiên nhiên cảnh hùng vĩ trùng điệp của núi rừng, mênh mông sâu thẳm của hồ chứa nước ở chân suối, suối bạc có những hốc núi cao và những tảng đá lớn ở khe nên thường xuyên có nước từ trên cao dội xuống trắng bạc nổi lên giữa màu xanh của núi rừng.
- Kênh Nhà Lê nối từ  kinh đô Hoa Lư đến Đèo Ngang đi qua, là tuyến đường thủy đầu tiên trong lịch sử Việt Nam và được coi là tuyến đường Hồ Chí Minh trên sông vì những đóng góp cho các cuộc chiến tranh của người Việt.